# James Victor Uspensky
James Victor Uspensky (en russe : Яков Викторович Успенский, fréquemment abrégé en J. V. Uspensky), né le 11 mai 1883 à Oulan-Bator en Mongolie et mort le 27 janvier 1947 à San Francisco, est un mathématicien américain d'origine russe.

## Biographie
Uspensky étudie à l'université de Saint-Pétersbourg, où il obtient son diplôme en 1906 et son doctorat en 1910 (le doktor nauk, équivalent à l'habilitation). À partir de 1912, il est maître de conférences à Saint-Pétersbourg et de 1915 à 1923 professeur. Dans les années 1920, il part aux États-Unis, lors d'un séjour scientifique officiellement approuvé et financé. À partir de 1929, il est professeur à l'Université de Stanford, où il obtient une chaire permanente en 1931 et où il reste jusqu'à sa mort. À Stanford, il est un collègue de George Pólya.

## Recherche
Uspensky a travaillé en théorie des nombres, en théorie des probabilités et en analyse. Il a publié en 1920, et indépendamment de Ramanujan et Hardy (1918), la formule asymptotique pour la fonction de partition .
À partir de 1921, Uspensky est membre de l'Académie des sciences de Russie.
Parmi ses étudiants à Saint-Pétersbourg il y a Ivan Vinogradov, et à Stanford Carl Olds.

## Publications

### Livres
- Introduction to Mathematical Probability, McGraw-Hill, New York / London 1937 (archive.org [PDF]).
- Elementary Number Theory, McGraw-Hill, 1939.
- Theory of Equations, McGraw-Hill, 1948, 1963.

### Articles (sélection)
- J. V. Uspensky, « On Ch. Jordan's Series for Probability », Annals of Mathematics, vol. 32, no 2,‎ 1931, p. 306–312 (DOI 10.2307/1968193, JSTOR 1968193)
- J. V. Uspensky, « On the Development of Arbitrary Functions in Series of Hermite's and Laguerre's Polynomials », Annals of Mathematics, vol. 28, nos 1/4,‎ 1926–1927, p. 593–619 (DOI 10.2307/1968401, JSTOR 1968401)